# Іноцибе піщаний
Іноцибе піщаний (Inocybe serotina Peck) — отруйний гриб з родини іноцибові (Inocybaceae).
Шапка 3-6(8) см у діаметрі, щільном'ясиста, тупоконусоподібна, згодом розпростерта, з горбом, біла, брудно-біла, жовтувата, у центрі часто темніша. При підсиханні світло-коричнювата, тонковолокниста, спочатку клейкувата, пізніше суха. Пластинки білуваті, потім бежеві. Спори веретеноподібноовальні, бурувато-жовтуваті, 11-18 Х 6-10 мкм, гладенькі. Ніжка 3-7(10) Х 0,5-1,5(2,3) см, кольору шапки, часто біля основи з бульбою, щільна. М'якуш щільний, білий, не змінюється при розрізуванні, з неприємним запахом.
В Україні зустрічається у Лісостепу на піщаних дюнах, річкових островах, серед шелюги, групами, рідко; у липні — серпні.
Отруйний гриб.